# Муравьи с планирующим полётом

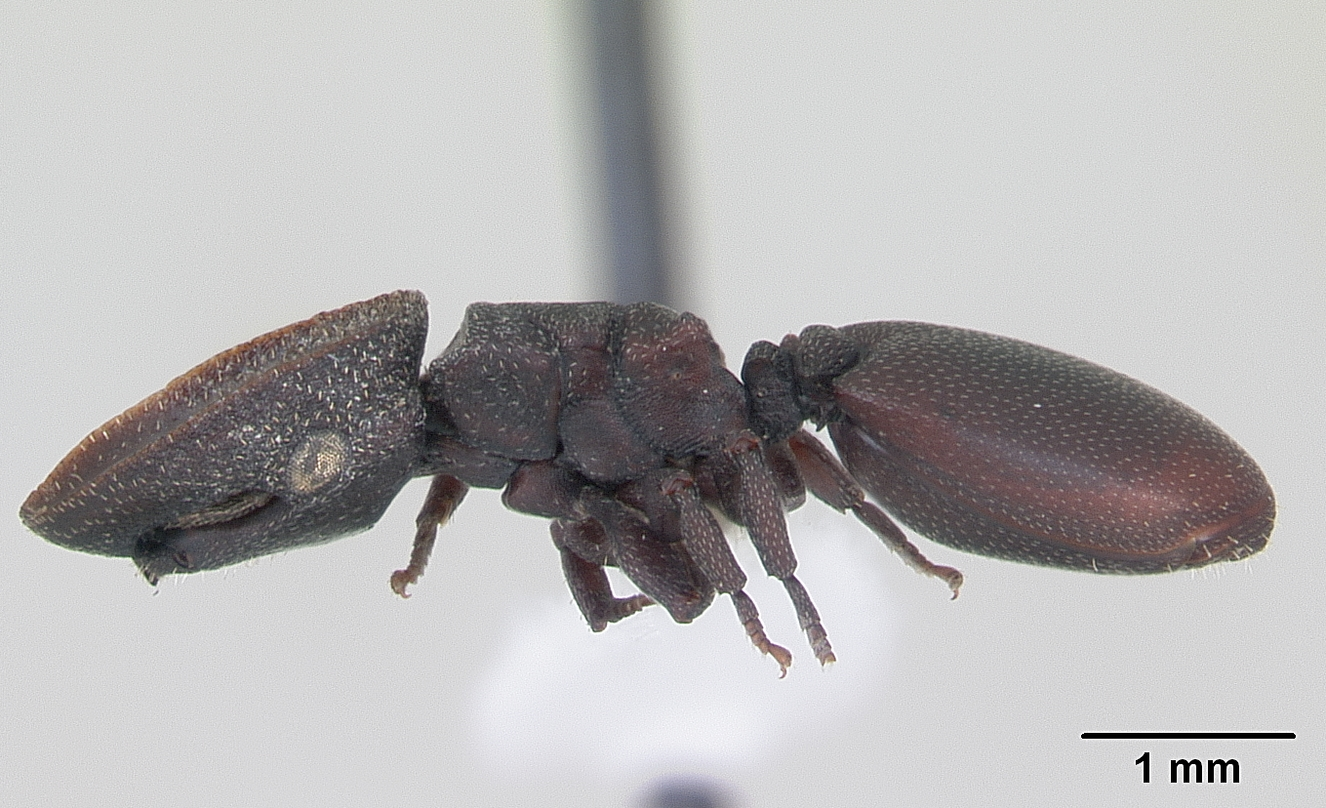
Cephalotes pallidoides, один из нескольких видов, способных к планированию при падении с дерева.

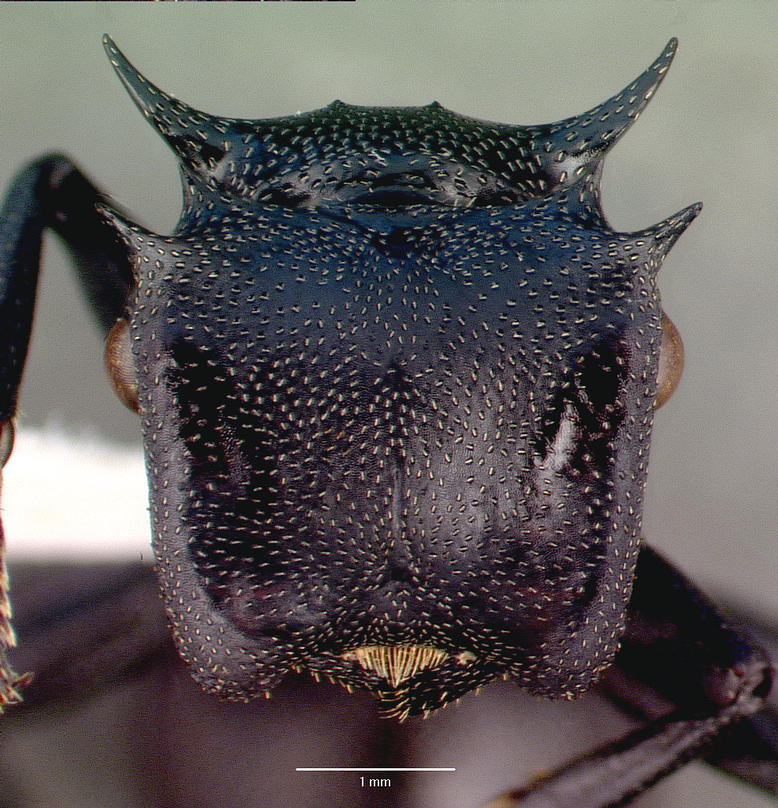
Cephalotes atratus.

Муравьи с планирующим полётом (англ. Gliding ant, Планирующие муравьи) — бескрылые муравьи, способные контролировать направление планирования во время падения с дерева.

## Описание
Явление планирования бескрылых рабочих муравьёв было обнаружено в начале XXI века у древесных муравьёв вида Cephalotes atratus в джунглях Перу. Живущие высоко на деревьях муравьи способны при падении «приземляться» на ствол того же самого дерева, с ветвей которого упали. У древесных муравьёв это происходит в 80-85 % случаев.
Этот вид планирования возник независимо в нескольких группах муравьёв в трибе Cephalotini, в подсемействах Pseudomyrmecinae и Formicinae (главным образом, у представителей древесного рода Camponotus) как пример параллельной эволюции. Уникальные среди прочих планирующих животных, муравьи трибы Cephalotini и подсемейства Pseudomyrmecinae планируют с помощью брюшка, а муравьи подсемейства Forminicae используют для этого голову.
Планирование также отмечено у муравьёв Daceton armigerum.